# District du Puy
Le district du Puy est une ancienne division territoriale française du département de la Haute-Loire de 1790 à 1795.
Il était composé des cantons de le Puy, Allegre, Cayres, Craponne, Fay, Goudet, Loudes, le Monastier, Pradelles, Roche Saint Maurice, Rozieres, Saint Julien Chapteuil, Saint Privat, Saugues, Solignac et Velonne.